# Quincaillerie

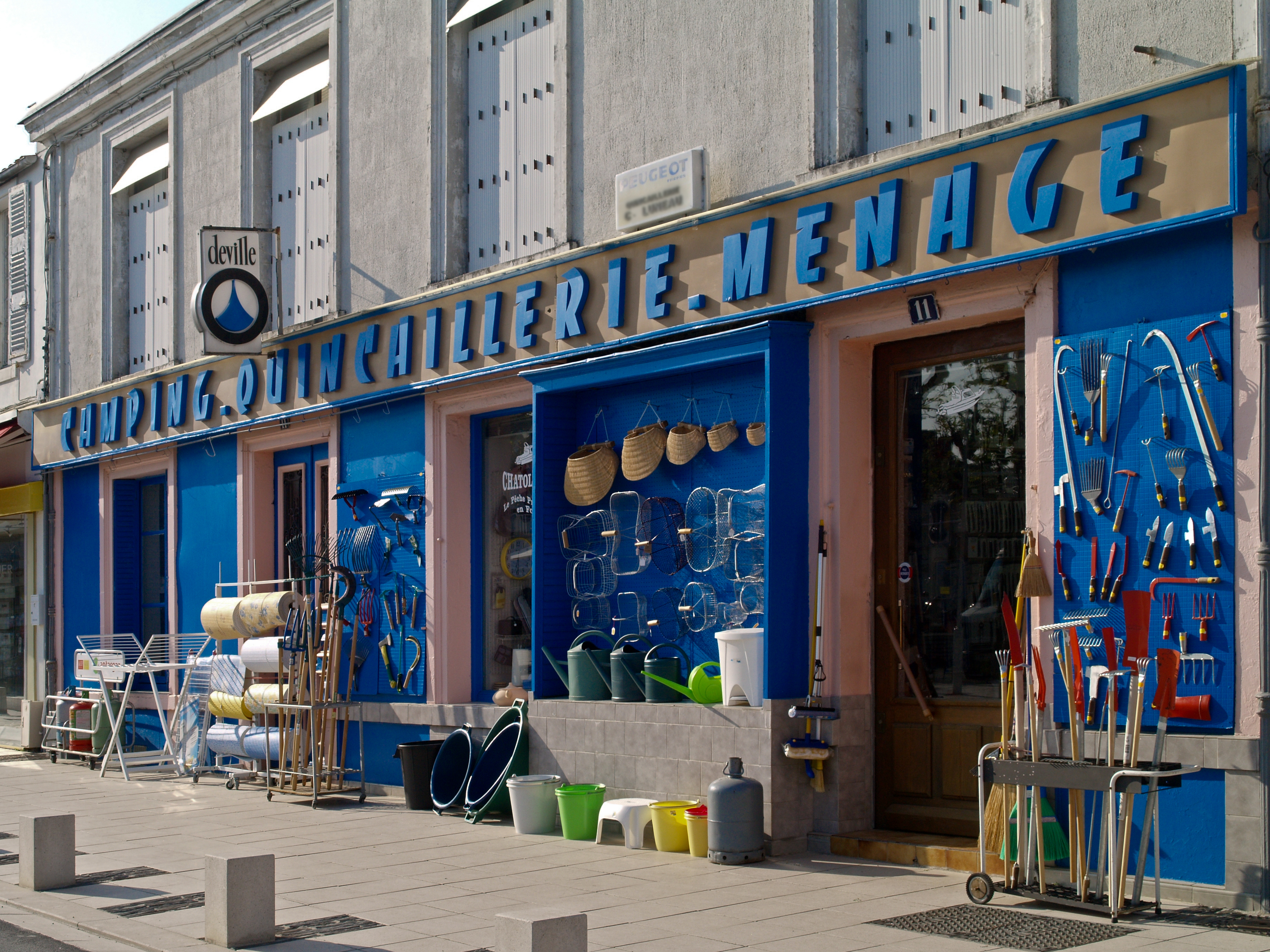
Une quincaillerie en Charente-Maritime.

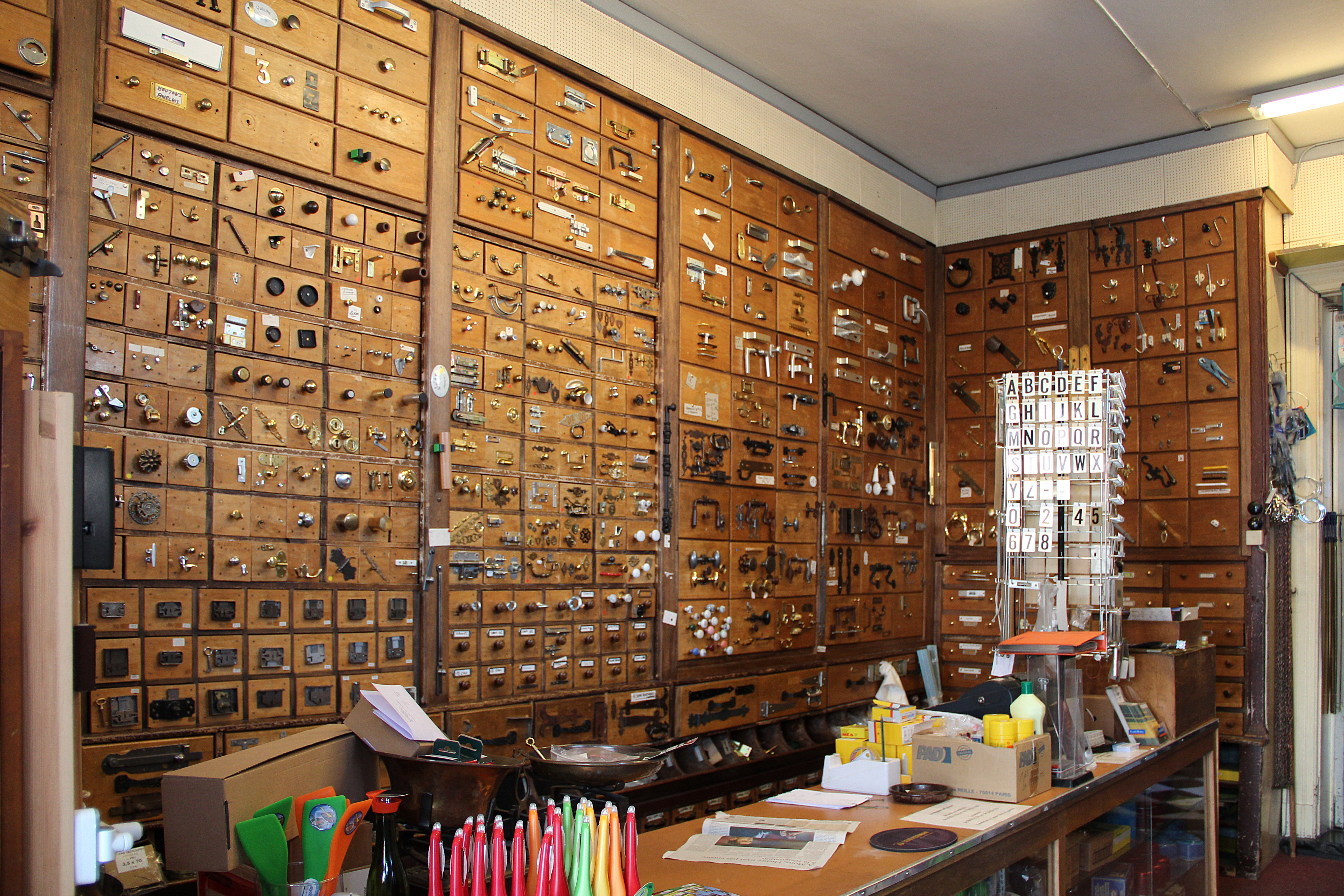
Intérieur d'une quincaillerie à Soignies (Belgique).

Une quincaillerie est un type de commerce de détail, destiné au professionnel ou au particulier, vendant principalement des outils, des  fournitures et matériel de bricolage (visserie, serrurerie…), ou des ustensiles ménagers. On appelle quincaillier le responsable de ce commerce.
Jusqu'à la fin du XIXe siècle, en Europe, chaque ville ou chaque bourg, en campagne, a vécu en économie fermée avec ses artisans  travaillant le fer, le bois, le cuir, et autres matières : forgerons, ferblantiers, coquetiers, vanniers, boisseliers, galochers, cordiers, bourreliers, etc. Durant le XIXe siècle, des industries se sont créés  sur les objets d’usage courant pour un ménage mais aussi sur l’outillage des métiers, en même temps que l’exode rural s’amorçait. Un certain artisanat disséminé sur tout le territoire a disparu progressivement, ce d’autant plus que l’industrie a su proposer des produits plus sophistiqués, utilisant par exemple des procédés tels que la galvanisation. Le quincaillier est devenu ainsi un intermédiaire indispensable entre ce monde industriel  naissant et les ménages ou professionnels. En France, par exemple, c’est l'époque de la naissance de l’entreprise Legallais à Caen, ou, quelques décennies auparavant, du Bazar de l'Hôtel de Ville à Paris,. 
Cette activité de commerce s'est ensuite développée, profitant notamment, auprès des particuliers, de la réduction de la domesticité dans les ménages les plus aisés, au XXe siècle, et d'une aspiration des familles à un meilleur confort durant les Trente Glorieuses. Puis cette activité commerciale s'est trouvé confrontée à l’émergence d’une grande distribution spécialisée sur le bricolage et l'outillage,.